# 좀비오 2
좀비오 2(Bride of Re-Animator)는 미국에서 제작된 브라이언 유즈나 감독의 1989년 공포 영화이다. 브루스 애보트 등이 주연으로 출연하였고 브라이언 유즈나 등이 제작에 참여하였다.

## 출연

### 주연
- 브루스 애보트
- 클로드 얼 존스
- 파비아나 우데니오
- 데이빗 게일
- 캐슬린 킨몬트
- 멜 스튜어트
- 제프리 콤스

### 조연
- 마이클 스트라저
- 아이린 포레스트

## 제작진
- 원작자: 러브크래프트
- 공동제작: 마이클 뮤스컬
- 미술: 필립 듀핀
- 특수효과: 스크리밍 매드 조지
- 특수효과: 데이빗 앨런
- 의상: 로빈 루이스-웨스트
- 배역: 빌리 다모타